# Lake Morton–Berrydale
Lake Morton–Berrydale az Amerikai Egyesült Államok északnyugati részén, Washington állam King megyéjében elhelyezkedő statisztikai település. A 2010. évi népszámlálási adatok alapján 10 160 lakosa van.

## Népesség
A település népességének változása:
| Lakosok száma | 9659 | 10 160 | 10 474 |
|               | 2000 | 2010   | 2020   |